# Washington County Railroad (Vermont)
Die Washington County Railroad (WACR) ist eine regionale Eisenbahngesellschaft in Vermont (Vereinigte Staaten). Sie entstand zunächst als Barre and Chelsea Railroad (BC) am 18. September 1913 aus der Fusion der East Barre and Chelsea Railroad und der Barre Railroad. Ihr Gleisnetz belief sich auf über 40 Kilometer, diente ausschließlich dem Güterverkehr und hatte in Barre eine Verbindung zur Montpelier and Wells River Railroad (M&WR). 
Das gesamte Kapital der BC gehörte der Vermont Valley Railroad, die ab 1925 unter der Kontrolle der Boston and Maine Railroad stand. Ab dem 1. Januar 1926 wurde die Betriebsführung der Bahn, die vorher bei der Vermont Valley Railroad gelegen hatte, verselbständigt.
Im Januar 1945 kaufte die BC die Montpelier&Wells River Railroad auf, sodass sich das Gleisnetz auf etwa 110 Kilometer vergrößerte. Der Personenverkehr endete Mitte der 1950er Jahre, der Güterverkehr zwischen Barre Junction und Wells River 1957. Dieser Streckenabschnitt wurde daraufhin stillgelegt. Der restliche Betrieb firmierte ab diesem Zeitpunkt als Montpelier and Barre Railroad der Pinsly Railroad Company. Im gleichen Jahr kaufte man die parallel liegende Bahnstrecke Montpelier Junction–Barre von der Central Vermont Railway. Gleisverbindungen wurden eingebaut, die Züge fuhren nun nur noch auf einer Strecke, nämlich nördlich des Vermont Shopping Centers auf der Central-Vermont-Strecke und südlich davon auf der Montpelier&Barre-Strecke. Die parallelen Gleise wurden stillgelegt. Nachdem diese Gesellschaft 1980 die Genehmigung erhalten hatte, die Strecke stillzulegen, kaufte der Staat Vermont die Anlagen auf und übergab sie an die neu gegründete Washington County Railroad, die 1981 den Betrieb aufnahm.
Im Jahre 2000 erwarb die Vermont Railway die WACR und übernahm die Fahrzeuge und die Betriebsführung, die WACR blieb jedoch eine eigenständige Bahngesellschaft im Netzwerk der Vermont Rail Systems. Nachdem die Northern Vermont Railroad Ende 2002 den Betrieb auf ihrer Strecke von White River Junction nach Newport einstellen musste, erwarb die WACR diese Strecke und eröffnete am 10. Januar 2003 den Betrieb wieder. Auf dem Abschnitt White River Junction–Norwich verkehrt regelmäßig ein Touristenzug, der White River Flyer, der durch die Green Mountain Railroad betrieben wird.